# Universidade da Carolina do Norte em Charlotte

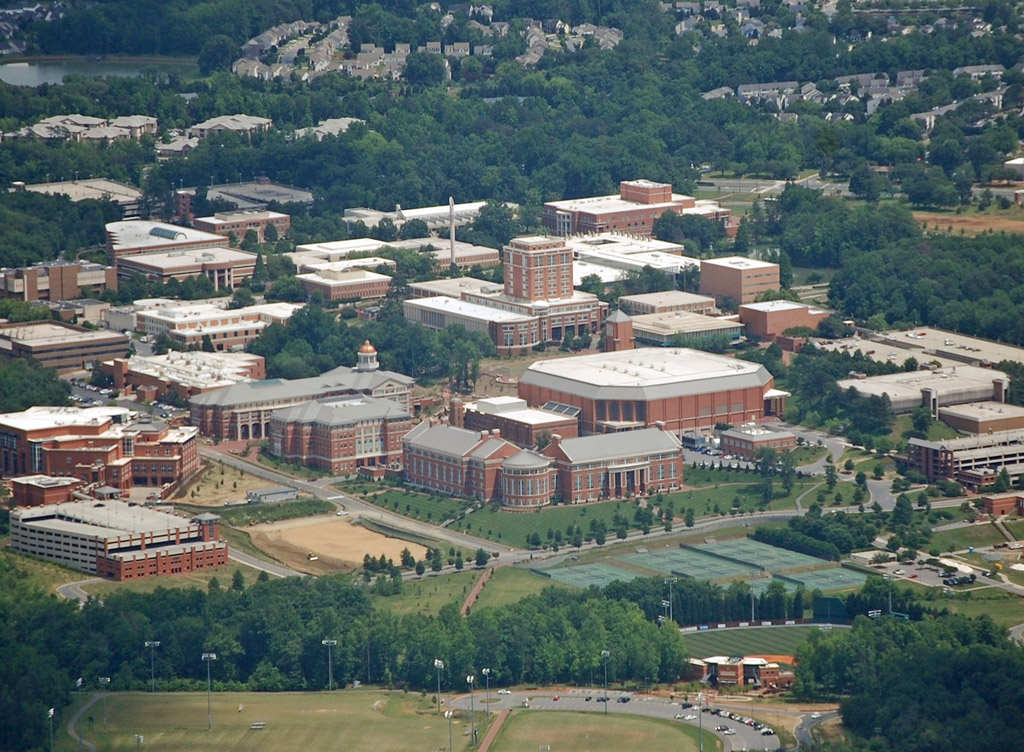
Fotografia aérea da Universidade, 2010.

A Universidade da Carolina do Norte em Charlotte (em inglês:  University of North Carolina at Charlotte), UNCC, é uma universidade estadunidense.
Foi fundada em 23 de setembro de 1946 e é a maior universidade do sistema público da Carolina do Norte.
Seu campus principal possui cerca de 4km2 e localiza-se a cerca de treze quilômetros do centro da cidade de Charlotte. A instituição era composta, em 2005, por aproximadamente 21.500 alunos dos quais 16.500 eram de graduação.